# Sedmi zub
Vrh vidikovac Sedmi zub na 638 metara nalazi istočno od radiotelevizijskog tornja na Kalniku na velikoj strmoj stijeni. Njime počinje dugački stjenoviti niz nazvan po vrhovima vidikovcima Sedam zubi koji se spušta istočno do planinarskog doma i starog grada Velikog Kalnika. Tim grebenom prolazi atraktivna grebenska planinarska staza, te se planinari penjači penju na stijene vrhova nazvanih brojevima "prvi zub", "drugi zub", "treći zub" i dalje u nizu. Na tim stijenama su postavljenje penjačke staze sportsko penjačkih smjerova. S vrhom vidikovcem Sedmim zubom zaokruženu stjenovitu cjelinu čini vrh vidikovac Šesti zub na 616 metara, osamdesetak metara istočno uz grebensku planinarsku stazu.
Prilazi Sedmom zubu su mogući sa zapadne strane sedla kraj radiotelevizijskog toranja, sa sjeverne strane, dva prilaza s juga i od grebenske staze Sedam zubi s istočne strane.

## Vanjske poveznice
- http://www.krizevci.info/forum/index.php?topic=28213.0%5Bneaktivna+poveznica%5D
- http://www.culmen.info/hrvatska/238-7-zubi-kalnik  Arhivirana inačica izvorne stranice od 15. siječnja 2012. (Wayback Machine)
- http://www.plsavez.hr/info/hrvatski-vrhovi/kalnik-vrh-vranilac/
- http://www.planinarenje.comyr.com/index.php?option=com_rsgallery2&page=inline&id=314&Itemid=40  Arhivirana inačica izvorne stranice od 4. ožujka 2016. (Wayback Machine)